# Haemodipsus ventricosus
Haemodipsus ventricosus ist eine Art der Tierläuse, die weltweit als Ektoparasit bei Wild- und Hauskaninchen auftritt. Mit  1,5 (Weibchen) bzw. 1,2 mm (Männchen) ist sie etwas kleiner als die sehr ähnliche Art Haemodipsus setoni bei Hasen, weshalb häufig Fehlidentifizierungen vorkamen. Das Abdomen ist breit und birnenförmig. Der Vorderkopf ist schmal, der Hinterkopf hat einen deutlich breiteren Durchmesser, aber ohne Sklerotisierung an den Seiten. Der Thorax ist kurz und kaum 1,5fach so dick wie der Kopf und durch sklerotisierte Querbänder gekennzeichnet, die sich nicht am Rücken vereinen. Am Abdomen sitzen bauch- und rückenseitig deutliche Borsten (Setae), die jeweils in eine mittige und seitliche Gruppe gegliedert werden können. Paratergalplatten (sklerotisierte Platten seitlich am Abdomen) sind am dritten bis sechsten Segment ausgebildet. Sie erwecken den Anschein eines kleinen Zahnes, der an der Basis eine lange Borste trägt. Die Tracheenöffnungen sind klein.
Die bedeckelten Eier (Nissen) werden vom Weibchen an Haare geklebt. Nach 7 bis 10 Tagen schlüpfen daraus die Larven, welche nach erneuten zwei bis Wochen und dreimaliger Häutung zu den Adulten werden. Bei Hauskaninchen ist der Befall selten und kommt nur bei schlechten Haltungsbedingungen vor. Befallene Tiere zeigen Juckreiz, Ekzeme, Nesselsucht, eventuell auch Hautnekrosen.